# Relations entre Monaco et les Palaos
Les relations entre Monaco et les Palaos sont relativement développées en dépit de l'éloignement géographique des deux États.

## Historique
Le 5 février 2012, l'ancien président de la république des Palaos, Johnson Toribiong, s'est rendu en visite dans la principauté et a rencontré le prince Albert II de Monaco. La conférence a finalement abouti à la création d'un communiqué conjoint des deux chefs d'État traitant de la protection des ressources océaniques et de la sauvegarde de l'environnement. Les deux États ont annoncé la création d'un accord de collaboration entre les deux pays avec pour but la protection des milieux marins et de leurs richesses. Cet accord a été signé via la fondation Albert II. Cette visite s'est accompagnée d'une discussion avec Michel Roger ministre d'État monégasque. À la suite de cette rencontre, un consul honoraire des Palaos a été nommé dans la principauté.
La Fondation Prince Albert II de Monaco soutient le gouvernement paluan dans sa démarche visant à établir une aire marine protégée qui couvrirait environ 10 % de son espace maritime. La Fondation est aussi impliquée dans la recherche sur l'effet des micro-plastiques sur les coraux.
En mars 2013, le couple princier s'est notamment rendu aux Palaos dans le cadre des activités de la Fondation. La visite fut ponctuée d'une rencontre avec le président Tommy Remengesau.

## Représentation
Les Palaos disposent d'un consulat honoraire à Monaco.